# Maria Ziadie-Haddad
Maria Ziadie-Haddad, née en 1955, est une pilote de ligne originaire de la Jamaïque. Elle est la première femme pilote professionnelle embauchée par Air Jamaica.
Après avoir obtenu les qualifications requises, elle devient la première femme commandant de bord d'Air Jamaica. Elle commande sur Boeing 727 puis sur Airbus A320. Lorsque le gouvernement cède sa participation dans cette compagnie, Ziadie Haddad devient commandant de bord sur les avions-cargos Boeing 747-8 pour une autre compagnie. Elle est reconnue comme l'une des femmes pionnières de la Jamaïque.

## Jeunesse, formation de pilote
Maria Theresa Ziadie naît en Jamaïque en 1955 ; elle fréquente le couvent servite de Brown's Town. Dès l'âge de quatre ans, elle s'intéresse à l'aviation, mais après avoir terminé ses études secondaires, Maria Ziadie poursuit une formation supérieure en psychologie dans une université canadienne. Faisant un an de césure, elle rejoint Air Jamaica en tant qu'hôtesse de l'air ; en participant à un séminaire d'emploi sur l'aviation, elle décide de changer son orientation de carrière. Elle s'inscrit à un cours de formation de pilotage avec Wings Jamaica, puis elle obtient sa licence de pilote privé en février 1978, après avoir réussi l'examen de la Civil Aviation Authority de Londres. Elle s'inscrit ensuite à un cours d'instructrice de vol et, après l'avoir réussi, elle met fin à son emploi d'hôtesse de l'air et commence à offrir des services de pilote de transporte et d'instructrice de vol.
Poursuivant dans ce domaine, Maria Ziadie s'inscrit à un cours de licence de pilotage commercial au centre de vol d'Opa-locka près de Miami, en Floride. Opa-locka est à l'époque le terrain d'aviation le plus fréquenté des États-Unis.

## Carrière
En 1979, après avoir terminé sa formation, Maria Ziadie est embauchée comme première femme pilote commerciale d'Air Jamaica. Elle n'a pas étée la première femme pilote agréée en Jamaïque : en 1952, Earsley Barnett, épouse américaine du major Carl Barnett, fondateur de Wings Jamaica, avait obtenu la première licence de pilote accordée à une femme en Jamaïque, et était devenue plus tard le premier instructeur de vol jamaïcain ainsi que pilote professionnel. Puis, en 1975, Yola Cain était devenu la première femme pilote professionnel et instructrice de vol née en Jamaïque.
Maria Ziadie est embauchée comme deuxième officier pour Air Jamaica. Elle est la copilote d'un Boeing 727, ce qui en fait l'une des premières femmes pilotes de jet dans l'hémisphère occidental. Elle est promue en 1982 comme deuxième officier de la flotte sur Airbus A300 et quatre ans plus tard elle devient premier officier de la flotte sur A300.
Maria Ziadie épouse son compatriote Brian B. Haddad, qui a servi dix ans dans les Forces de défense de la Jamaïque avant de rejoindre Air Jamaica. Le 1er juillet 1996, Maria Ziadie-Haddad sert comme co-capitaine sur le vol 034 de Boeing 727 de l'aéroport international de Fort Lauderdale-Hollywood à Kingston avec le capitaine Enrique Acevedo. Le lendemain, elle commande son premier vol en tant que seule commandant de bord sur le vol 031 d'Air Jamaica revenant de Kingston à Fort Lauderdale, devenant la première femme commandant de bord d'Air Jamaica.
En janvier 1997, Maria Ziadie-Haddad commencé à commander la flotte d'Airbus A320 et à la fin de la même année, elle sert comme commandant de bord sur le premier vol entièrement féminin d'Air Jamaica avec la première officier Melvina 'Debbie' Anderson, la commissaire Nadene Alexander, les agents de bord Lisbeth Allen, Keisha Grant et Judith Pryce.
Quand la compagnie Air Jamaica ferme en 2010, Maria Ziadie-Haddad se met à voler pour Atlas Air à Purchase et elle est sélectionnée pour commencer à piloter les avions-cargos Boeing 747-8 en 2012. En 2013, elle a été incluse sur la liste de la base de données de certification des aviateurs de la FAA, pour avoir atteint ou dépassé les exigences de certification en matière de formation et de santé de la Federal Aviation Administration des États-Unis.

## Hommages
Maria Ziadie-Haddad est honorée comme l'une des femmes pionnières de la Jamaïque lors d'une cérémonie organisée en 2010 en marge de la célébration de l'Année de la femme de l'Organisation des États américains.

## Sources
- (en) Cet article est partiellement ou en totalité issu de l’article de Wikipédia en anglais intitulé « Maria Ziadie-Haddad » (voir la liste des auteurs).